# Hugo Latulippe
Hugo Latulippe (Limoilou (Quebec), 10 juni 1973) is een Canadees, Franstalig filmregisseur, cameraman en filmschrijver.
In 2004 regisseerde hij samen met François Prévost Ce qu'il reste de nous; buiten Canada is de documentaire ook uitgebracht onder de titel What Remains of Us. De documentaire behandelt het nog resterende niet-gewelddadige verzet tegen de Chinese onderdrukking in Tibet. Centraal staat een Tibetaanse vluchteling die in Quebec woont. De film won vijf prijzen waaronder die van het Internationaal filmfestival van Vancouver.

## Filmografie
- L'appel de Lamotte (1994)
- La Course destination monde (1995)
- Bons baisers d'Amérique (1997)
- Voyage au nord du monde (1999)
- Bacon, le film (2001)
- Ce qu'il reste de nous (2004)
- Le Maestro (2004)
- Le visage que j'avais (2006)
- Le Reel du fromager (2008)
- Manifestes en série (2008)